# Fideicomisario
Fideicomisario (o administrador del fideicomiso), es un término legal, en el que, en su sentido más amplio, puede referirse a cualquier persona que tenga propiedad, autoridad, o posición de confianza o responsabilidad de los bienes de otra persona, un fidecomisario puede ser una persona a quien se le permite hacer tareas sin lucrarse de estas.
Aunque en el sentido estricto del término se refiere al administrador de una propiedad en favor de un beneficiario, la forma más utilizada se refiere a personas que sirven, por ejemplo, el Consejo de fidecomisarios para una institución que opera para el beneficio del público en general. También para personas en gobiernos locales.
Un fideicomiso puede formarse por personas particulares, o para cualquier Fideicomiso de Caridad, en algunos casos no tienen un beneficiario, en su lugar tienen propósitos de caridad; Por ejemplo, fideicomisos en testamentos para herederos y familias, fideicomisos de pensiones (para beneficios de empleados y sus familias) y fideicomisos caritativos. En todos los casos, el fideicomisario será una persona o compañía, sean o no beneficiarios potenciales.